# Kapibara
Kapibára (znanstveno ime Hydrochoerus hydrochaeris) je največji še živeči predstavnik glodavcev na svetu, ki živi v vlažnih predelih večjega dela Južne Amerike. Ker se običajno zadržuje v bližini vodnih teles in je dober plavalec, so jo evropski naravoslovci poimenovali kar »vodni prašič« (tudi njeno znanstveno ime se prevede tako), vendar je samo delno vodna žival in ni sorodna prašičem – njeni najbližji sorodniki so budre.

## Telesne značilnosti
Ima čokato, valjasto telo in v povprečju tehta skoraj 50 kg, največji znani primerki pa so imeli tudi več kot 90 kg telesne mase. V dolžino doseže 106–134 cm in 50–62 cm plečne višine, samice so nekoliko večje od samcev. Sprednje noge so krajše od zadnjih, zato deluje okorno, in imajo po 4 (sprednji par) oz. 3 prste (zadnji par). Prsti imajo močne, kopitom podobne kremplje in so delno zraščeni s plavalno kožico. Glava je močna in široka, s kratkimi, zaokroženimi uhlji ter velikim smrčkom, na koncu katerega sta široko razmaknjeni nosnici. Tako kot oči sta nosnici pri vrhu glave, da pri plavanju molita nad vodno gladino.
Dlaka je groba in redka, brez podlanke, rdečkastorjave ali svetlorjave barve, 3 do 12 cm dolga. Posebnost kapibar je, da imajo žleze znojnice po vsej odlakani površini kože. Poleg tega je zanje značilna velika ovalna žleza, imenovana morillo (»griček«), ki tvori golo izbolklino na vrhu gobca. Ta je razvita predvsem pri samcih in izloča gost bel izloček, s katerimi živali označujejo prisotnost. Vse živali izločajo tudi močan vonj iz zadnjičnih žlez, ki se razlikuje med posamezniki in s katerim se prepoznavajo.

## Vedenje in razmnoževanje
So družabne živali, ki se v deževnem obdobju zadržujejo v čredah po nekaj do ducat osebkov. Črede so zaprte, s stabilno sestavo na čelu z dominantnim samcem, ki vzdržuje hierarhični položaj nad ostalimi odraslimi samci. Ti imajo obrobno vlogo in niso močno vezani na čredo, pojavljajo se tudi samotarsko. V čredi je lahko tudi več kot ena samica, pri tem pa samice ne kažejo medsebojne agresije. Ostalo so mladiči različnih starosti. Običajno čreda zaseda območje, veliko 10–20 ha. Parijo se vse leto, z viškom ob začetku deževne dobe aprila. Samica skoti do 7 mladičev (običajno 4), skrb zanje pa nato prevzamejo vse samice iz črede. V sušnem obdobju se kapibare zberejo ob redkih preostalih vodnih virih, zato takrat niso neobičajne črede po več sto osebkov.
Mlade živali se neprestano oglašajo z mehkim predenjem, s čimer vzdržujejo stik s skupino. Ob nevarnosti kapibare kašljajoče zalajajo in se poženejo v vodo ali stisnejo skupaj z mladiči v sredini.
Zjutraj pretežno počivajo in se umaknejo v vodo v najtoplejšem delu dneva. Pozno popoldan se pričnejo pasti in nato do noči jedo. Okrog polnoči spet počivajo in se nato pred zoro spet nekaj ur pasejo. Nikoli ne spijo dlje časa, namesto tega večkrat na dan na kratko zadremajo.

## Ekologija in razširjenost
Kapibare so izključno rastlinojedi, prehranjujejo se predvsem s travami, ki rastejo v vodi in ob njej, zato so vezane na vlažna okolja. Razširjene so po vsej Južni Ameriki vzhodno od Andov, v raznolikih ravninskih habitatih do nadmorske višine 1300 m. Območje razširjenosti obsega porečja Orinoka, Amazonke in rek São Francisco ter Río de la Plata. Populacija občutno niha med deževnim in sušnim obdobjem; zaradi učinkovite prebave sicer jedo tudi kratko posušeno travo konec sušnega obdobja, vendar so v tem času bolj izpostavljene stradanju, plenilcem in boleznim. Praviloma izbirajo vrste z visoko vsebnostjo beljakovin. Posebej ugoden habitat zanje so ekstenzivni pašniki za govedo, kjer človek umetno vzdržuje kratko travo in priskrbi vodo v sušni sezoni.
Najpomembnejši plenilci so ujede in prostoživeči psi, ki lovijo predvsem mladiče. Poleg tega znaten delež živali plenijo še kajmani, lisice in, kjer so še prisotni, tudi jaguarji. Pomemben dejavnik smrtnosti odraslih živali je človek, ki kapibare lovi za meso in krzno oz. jih pobija zato, ker naj bi delale škodo v živinoreji s kompeticijo. Vrsta ni ogrožena, le v nekaterih delih območja razširjenosti so jo v preteklosti zaradi prekomernega lova že skoraj iztrebili preden jih je država zaščitila (tak primer je Kolumbija). Ponekod veljajo za neužitne, drugje pa so cenjen vir mesa, tradicionalno tudi zato, ker so jih zgodnji katoliški misijonarji proglasili za vodne živali in s tem sprejemljivo hrano v postnem času.